# Ali Sadpara

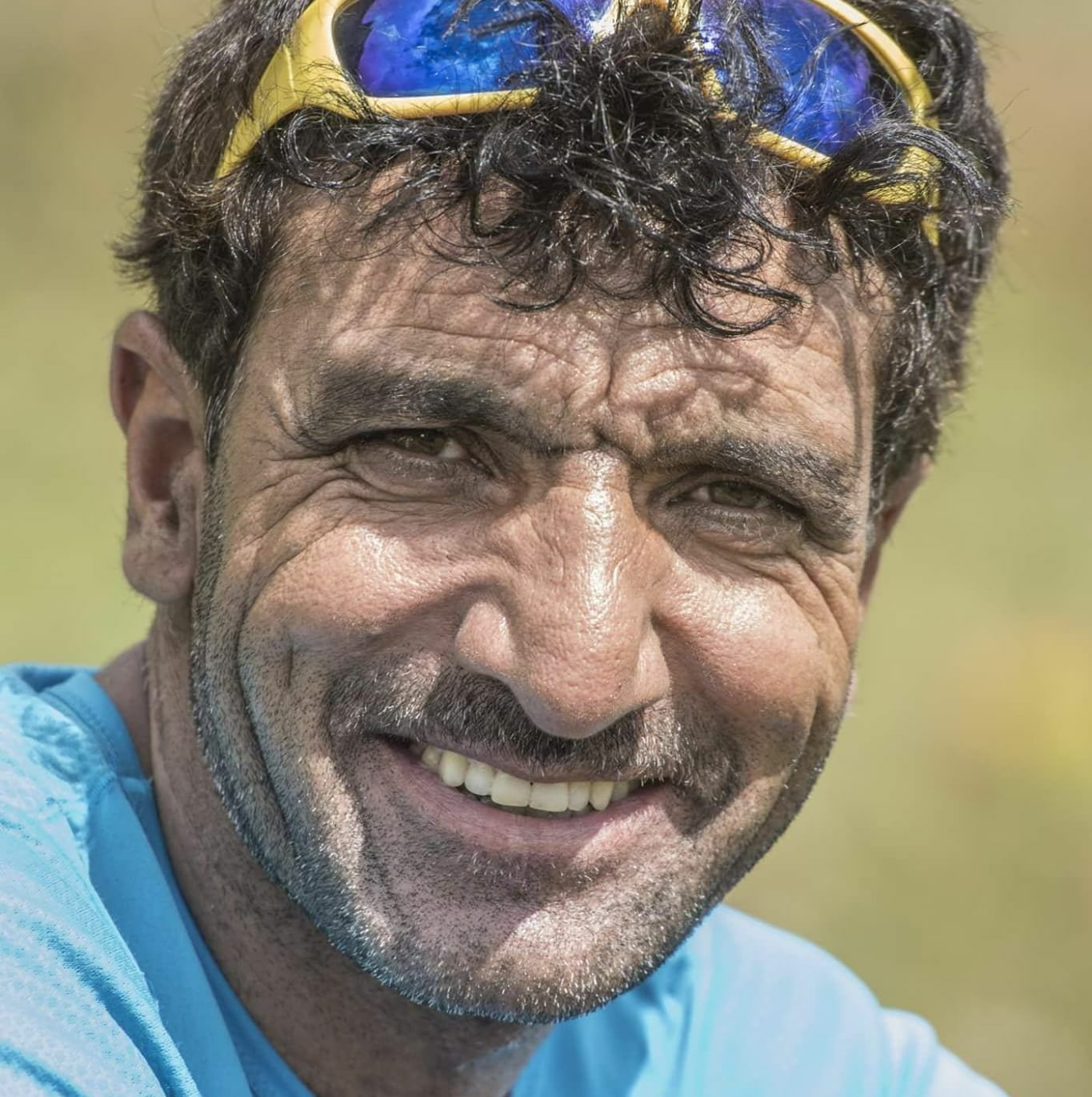
Ali Sadpara (2019)

Muhammad Ali Sadpara (geboren 2. Februar 1976 in Sadpara, Skardu; gestorben vermutlich 5. Februar 2021 am K2) war ein pakistanischer Bergsteiger. Er bestieg als erster Pakistaner acht der 14 Achttausender und wurde vor allem durch die Winter-Erstbesteigung des Nanga Parbat bekannt, die ihm 2016 gemeinsam mit Alex Txikon und Simone Moro gelang.

## Leben

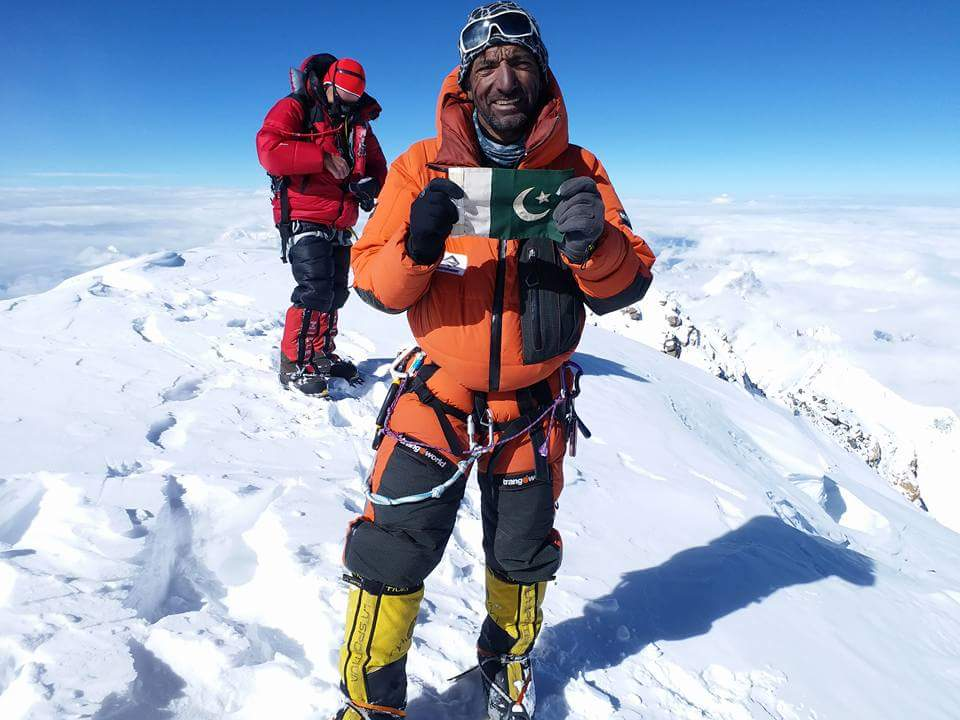
Ali Sadpara am Gipfel des K2 (August 2018)

Ali Sadpara wurde als jüngstes von zwölf Kindern, von denen acht die Kindheit nicht überlebten, im Bergdorf Sadpara bei Skardu in der pakistanischen Region Baltistan geboren. Er besuchte die weiterführende Schule in Skardu, bevor er in den 1990er Jahren als Lastenträger für ausländische Expeditionen im pakistanischen Teil des Himalayas zu arbeiten begann. Auch für die pakistanische Armee arbeitete er als Träger, um Lasten zum umkämpften Siachengletscher zu transportieren.
Seine erste Hochgebirgsexpedition war die „Aufräum-Expedition“ am K2-Basislager 2004. Zwischen 2006 und 2015 war er als Hochgebirgsträger an zahlreichen Sommerexpeditionen beteiligt. Mit dem Gasherbrum II erreichte er 2006 seinen ersten Achttausender. Bis Anfang 2016 hatte er unter anderem die Gipfel des Nanga Parbat, des Gasherbrum I und des Diran bestiegen. Im Team von Alex Txikon und Daniele Nardi war er 2015 an einem erfolglosen Versuch der erstmaligen Besteigung des Nanga Parbat im Winter beteiligt. Gemeinsam mit Txikon und Simone Moro gelang die Winter-Erstbesteigung des Nanga Parbat am 26. Februar 2016.
Nach dieser Expedition erhielt Ali Sadpara erstmals auch Aufträge, in Nepal als Hochgebirgsträger zu arbeiten. Zwischen 2017 und 2019 bestieg er auf diese Weise Makalu, Manaslu und Lhotse sowie in seinem Heimatland den K2 und den Hauptgipfel des Broad Peak. Zudem begleitete er Txikon bei einem erfolglosen Versuch, den Mount Everest im Winter zu besteigen.
Anfang Februar 2021 brach Ali Sadpara gemeinsam mit seinem Sohn Sajid Ali Sadpara, dem Isländer John Snorri Sigurjónsson und dem Chilenen Juan Pablo Mohr zum K2 auf, um den Berg erstmals im Winter ohne Zuhilfenahme von Flaschensauerstoff zu besteigen. Wenige Tage zuvor war einem nepalesischen Team um Nirmal Purja die Winter-Erstbesteigung des K2 (mit zusätzlichem Sauerstoff) gelungen. Die Gruppe brach in den frühen Morgenstunden des 5. Februar zur Gipfeletappe auf. Während Sajid am „Flaschenhals“ 400 Meter unterhalb des Gipfels umgekehrt war, wurden die drei verbleibenden Expeditionsmitglieder am Folgetag als vermisst gemeldet, nachdem sie seit dem frühen Nachmittag kein Lebenszeichen mehr gesendet hatten. Die anschließende Suche wurde unter anderem mit Hubschraubern und Synthetic Aperture Radar durchgeführt, blieb allerdings erfolglos. Am 18. Februar wurde Ali Sadpara für tot erklärt. Ende Juli 2021 wurden die drei Verschollenen in der Nähe einer der Schlüsselstellen des Berges, dem Flaschenhals, in über 8000 Meter Höhe tot aufgefunden.